# Acacia macrosperma
Acacia macrosperma é uma espécie de leguminosa do gênero Acacia, pertencente à família Fabaceae.